# Communauté de communes Privas - Rhône et Vallées
La Communauté de communes Privas - Rhône et Vallées est une ancienne communauté de communes française, située dans le département de l'Ardèche et la région Rhône-Alpes. Elle a fusionné avec la communauté de communes d'Eyrieux aux Serres et neuf communes issues d'autres intercommunalités  pour former la communauté d'agglomération Privas Centre Ardèche au 31 décembre 2013.

## Composition
Elle était composée de 16 communes :
| Nom                         | Code Insee | Gentilé        | Superficie (km2) | Population (dernière pop. légale) | Densité (hab./km2) |
| --------------------------- | ---------- | -------------- | ---------------- | --------------------------------- | ------------------ |
| Privas (siège)              | 07186      | Privadois      | 12,14            | 8 313 (2014)                      | 685                |
| Alissas                     | 07008      | Alissains      | 12,43            | 1 445 (2014)                      | 116                |
| Chomérac                    | 07066      | Choméracois    | 18,94            | 3 040 (2014)                      | 161                |
| Coux                        | 07072      | Couxois        | 12,02            | 1 650 (2014)                      | 137                |
| Creysseilles                | 07074      | Creysseilloux  | 10,25            | 131 (2014)                        | 13                 |
| Flaviac                     | 07090      | Flaviacois     | 12,98            | 1 183 (2014)                      | 91                 |
| Freyssenet                  | 07092      |                | 9,54             | 49 (2014)                         | 5,1                |
| Lyas                        | 07146      | Lyassois       | 7,95             | 597 (2014)                        | 75                 |
| Pourchères                  | 07179      | Pourchérois    | 7,64             | 142 (2014)                        | 19                 |
| Le Pouzin                   | 07181      | Pouzinois      | 12,52            | 2 809 (2014)                      | 224                |
| Rochessauve                 | 07194      | Rochessauvains | 17,62            | 427 (2014)                        | 24                 |
| Rompon                      | 07198      | Romponais      | 22,03            | 1 030 (2014)                      | 47                 |
| Saint-Cierge-la-Serre       | 07221      |                | 16,20            | 257 (2014)                        | 16                 |
| Saint-Julien-en-Saint-Alban | 07255      | Julbansainois  | 10,39            | 1 451 (2014)                      | 140                |
| Saint-Priest                | 07288      | San-Priods     | 19,15            | 1 239 (2014)                      | 65                 |
| Veyras                      | 07340      | Veyrassois     | 7,76             | 1 545 (2014)                      | 199                |

## Compétences

### Le tri sélectif
Des contrats sont conclus avec les entreprises chargées de la collecte et du tri sélectif : papiers, plastiques, verre. Il est prévu pour 2009 que le polystyrène soit bientôt collecté dans les déchèteries. Il sera ensuite recyclé en placo-plâtre dans l'usine Lafarge de Loriol (Drôme).

## Financement
- La taxe de séjour intercommunale est prélevée sur les séjours en camping, hôtels, gîtes, etc. ; le conseil général de l'Ardèche droit à la proportion de 10 % de cette même taxe.
- La communauté de communes devrait adhérer au système ECOFOLIO, selon lequel les émetteurs d'imprimés gratuits (Journaux et publicités) s'acquittent d'une écocontribution (estimée à 65 euros par tonne de déchet) consacrée aux actions de recyclage.

## Grands aménagements communs

### Le port fluvial du Pouzin
- En 2008, a été évoquée la possibilité d'aménager un port fluvial voire un site industrialo-portuaire au niveau de l'ancien port industriel du Pouzin, sur les terrains de la zone industrielle du Ramas. Ce serait en quelque sorte la porte fluviale de la communauté de communes sur le Rhône[1].

## Actions culturelles et sportives soutenues
La communauté de communes soutient financièrement un certain nombre d'initiatives culturelles et sportives: les 20 bornes de Privas, le club Rhône Vallées, le bike and run du TRI 07, le festival de musique Les Oreilles du Renard, etc.